# Copris macacus
Copris macacus là một loài bọ cánh cứng trong họ Bọ hung (Scarabaeidae).